# Slezská básnická škola
Slezská básnická škola (něm. Schlesische Dichterschule) je literárně-historický termín pro slezské básníky baroka. Termín vznikl v 19. století jako pojem literární historiografie. Neodpovídá sebeoznačení ani organizovanému seskupení slezských autorů. Jedná se výhradně o německy píšící autory. 
Dělí se na první a druhou školu. Do „první slezské školy“ (něm. Erste Schlesische Schule) jsou zahrnuti autoři, kteří jsou stylistickými nástupci Martina Opitze.
Do „druhé slezské školy“ (něm. Zweite Schlesische Schule) patří Daniel Casper von Lohenstein, Christian Hoffmann von Hoffmannswaldau, ale i Hans Aßmann Freiherr von Abschatz, Gottfried Benjamin Hancke a Benjamin Neukirch.
Andreas Gryphius a Friedrich von Logau do této skupiny nepatří.